# Leandro Rodríguez
Leandro Joaquín Rodríguez Telechea (Montevideo, 19 november 1992) is een Uruguayaans voetballer die bij voorkeur als aanvaller speelt. Hij tekende in 2015 bij Everton.

## Clubcarrière
Rodríguez werd geboren in de Uruguayaanse hoofdstad Montevideo en sloot zich in de jeugdopleiding van het plaatselijke River Plate. Op 25 augustus 2012 debuteerde hij in de Uruguayaanse Primera División tegen Juventud. Een maand later maakte de aanvaller zijn eerste competitietreffer tegen Liverpool. In zijn eerste seizoen maakte hij drie treffers in vierentwintig competitieduels. De daaropvolgende seizoenen maakte hij respectievelijk zeven en negen doelpunten. Aan het begin van het seizoen 2015/16 werd Rodríguez reeds na één wedstrijd weggeplukt door Everton, dat de Uruguayaan kon verleiden met een vierjarig contract.